# Бьюли (тауншип, Миннесота)
Бьюли (англ. Beaulieu) — тауншип в округе Маномен, Миннесота, США. На 2000 год его население составило 108 человек.

## География
По данным Бюро переписи населения США площадь тауншипа составляет 92,3 км², из которых 86,7 км² занимает суша, а 5,5 км² — вода (5,98 %).

## Демография
По данным переписи населения 2000 года здесь находились 108 человек, 40 домохозяйств и 30 семей. Плотность населения —  1,2 чел./км². На территории тауншипа расположено 47 построек со средней плотностью 0,5 построек на один квадратный километр. Расовый состав населения: 65,74 % белых, 30,56 % коренных американцев и 3,70 % приходится на две или более других рас. Испанцы или латиноамериканцы любой расы составляли 0,93 % от популяции тауншипа.
Из 40 домохозяйств в 17,5 % воспитывались дети до 18 лет, в 55,0 % проживали супружеские пары, в 12,5 % проживали незамужние женщины и в 25,0 % домохозяйств проживали несемейные люди. 20,0 % домохозяйств состояли из одного человека, при том 10,0 % из — одиноких пожилых людей старше 65 лет. Средний размер домохозяйства — 2,53, а семьи — 2,90 человека.
22,2 % населения — младше 18 лет, 10,2 % — в возрасте от 18 до 24 лет, 19,4 % — от 25 до 44, 30,6 % — от 45 до 64, и 17,6 % — старше 65 лет. Средний возраст — 44 года. На каждые 100 женщин приходилось 116,0 мужчин. На каждые 100 женщин старше 18 приходилось 115,4 мужчин.
Средний годовой доход домохозяйства составлял 37 500 долларов, а средний годовой доход семьи —  40 357 долларов. Средний доход мужчин —  20 179  долларов, в то время как у женщин — 20 625. Доход на душу населения составил 19 659 долларов. За чертой бедности находились 15,8 % семей и 14,5 % всего населения тауншипа, из которых 16,7 % младше 18 лет.